# دوکادوس
دوکادوس (به انگلیسی: Ducados) یک برند سیگار ایجاد شده در اسپانیا است؛ مالک فعلی این برند امپریال توباکو است. این برند در سال ۱۹۶۳ پایه‌گذاری گردید.